# 千山制药机械
湖南千山制药机械股份有限公司（简称：千山药机；老三板：400093，简称：千山3；深交所除牌前：300216，简称：千山退）为一家注册地和办公地位于湖南长沙的医疗器械制造业类股份制上市公司。公司主营各类注射剂生产设备的生产、销售；主要产品为非PVC膜软袋大输液生产自动线、塑料瓶大输液生产自动线、玻璃瓶大输液生产自动线、玻璃安瓿注射剂生产自动线。2010年，公司销售收入25,476万元，净利润4,523万元；2011年前3季度销售额11,618万元，净利润3,707万元。公司注册地和办公地位于长沙经开区（星沙）盼盼路9号（梨江路）。

## 历史
千山制药机械由刘祥华等18名自然人以发起方式于2002年设立的股份有限公司。2002年10月24日完成工商登记；2011年5月11日于深交所上市交易，证券简称“千山药机”。公司占地面积110多亩，拥有现代化标准厂房40,000平方米，高精度生产加工设备200余台套。公司拥有各类科研人员160多人，其中享有国家特殊津贴的专家3人。公司研制开发替代进口的制药机械、包装机械和压力容器系列产品。目前已研制开发出高速玻璃瓶大输液生产自动线、塑料瓶大输液生产自动线、非PVC膜软袋大输液生产自动线、高速安瓿分装自动线、高速口服液生产自动线、液体灌装自动线、冻干抗生素生产自动线、栓剂生产自动线、高速压片机、高速胶囊充填机、蒸溜水机、I II类压力容器等系列产品一百余种。千山制药机械产品已销往内地所有省市区，并出口菲律宾、泰国、中东、印尼、香港等国家和地区。2010年12月31日，公司总资产29,941万元，总股本为6,700万股（2011年8月11日）。2011年6月30日，公司主要创始人、控股人刘祥华持股921.50万股（限售A股），占总股本的13.75%；公司创始人朱兆服持有350万股（限售A股），占5.22%。
2018年，千山药机遇到大量问题，包括经营巨亏、债务危机、违规资金占用，被证监会立案调查。8月29日，发布2018年半年报，公司2018年1-6月实现营业收入1.23亿元，同比下降32.99%；归属于上市公司股东的净利润-2.08亿元，同比下降70.03%。公司披露的半年报遭两名董事反对，并有一票弃权。9月18日，因资金占用收回、违规对外担保等问题收到了深交所的问询函。
2018年度经审计的期末净资产为负值，2019年经审计的净利润、扣除非经常性损益后的净利润、期末净资产均为负值，2017年度、2018年度、2019年度财务会计报告均被注册会计师出具无法表示意见的审计报告，深交所决定公司股票终止上市。 2020年8月5日进入退市整理期， 2020年9月16日摘牌。